# العلاقات الأسترالية القبرصية
العلاقات الأسترالية القبرصية هي العلاقات الثنائية التي تجمع بين أستراليا وقبرص.

## مقارنة بين البلدين
هذه مقارنة عامة ومرجعية للدولتين:
| وجه المقارنة                                              | أستراليا                                   | قبرص                                                                 |
| --------------------------------------------------------- | ------------------------------------------ | -------------------------------------------------------------------- |
| المساحة (كم2)                                             | 7.69 مليون                                 | 9.24 ألف                                                             |
| عدد السكان (نسمة)                                         | 24.51 مليون                                | 1.14 مليون                                                           |
| الكثافة السكانية (ن./كم²)                                 | 3.19                                       | 123.38                                                               |
| العاصمة                                                   | كانبرا، ملبورن                             | نيقوسيا                                                              |
| اللغة الرسمية                                             | لغة إنجليزية                               | اليونانية الحديثة، اللغة التركية، لغة يونانية                        |
| العملة                                                    | دولار أسترالي، جنيه إسترليني، جنيه أسترالي | يورو، جنيه قبرصي                                                     |
| الناتج المحلي الإجمالي (بليون دولار)                      | 1.32 تريليون                               | 21.65 مليار                                                          |
| الناتج المحلي الإجمالي (تعادل القوة الشرائية) بليون دولار | 1.10 تريليون                               | 26.73 مليار                                                          |
| الناتج المحلي الإجمالي الاسمي للفرد دولار أمريكي          | 56.31 ألف                                  | 23.24 ألف                                                            |
| الناتج المحلي الإجمالي للفرد دولار أمريكي                 | 45.92 ألف                                  | 30.24 ألف                                                            |
| مؤشر التنمية البشرية                                      | 0.939                                      | 0.850                                                                |
| رمز المكالمات الدولي                                      | +61                                        | +357                                                                 |
| رمز الإنترنت                                              | .au                                        | .cy                                                                  |
| المنطقة الزمنية                                           |                                            | ت ع م+02:00، ت ع م+03:00، توقيت شرق أوروبا، توقيت شرق أوروبا الصيفي ‏ |

## مدن متوأمة
في ما يلي قائمة باتفاقيات التوأمة بين مدن أسترالية وقبرصية:
- ترتبط ماريكفيل [الإنجليزية]‏ مع Larnaca Municipality  [لغات أخرى]‏ باتفاقية توأمة منذ 9 مايو 2005.[22]

## منظمات دولية مشتركة
يشترك البلدان في عضوية مجموعة من المنظمات الدولية، منها:
| علم المنظمة | اسم المنظمة                               | تاريخ انضمام أستراليا | تاريخ انضمام قبرص |
| ----------- | ----------------------------------------- | --------------------- | ----------------- |
|             | المنظمة الهيدروغرافية الدولية             | ?                     | ?                 |
|             | منظمة الشرطة الجنائية الدولية             | ?                     | ?                 |
|             | الاتحاد البريدي العالمي                   | ?                     | ?                 |
|             | منظمة التجارة العالمية                    | ?                     | ?                 |
|             | الفريق المعني برصد الأرض                  | ?                     | ?                 |
|             | مجموعة الموردين النوويين                  | ?                     | ?                 |
|             | مؤسسة التنمية الدولية                     | 24 سبتمبر 1960        | 2 مارس 1962       |
|             | مؤسسة التمويل الدولية                     | 20 يوليو 1956         | 2 مارس 1962       |
|             | منظمة حظر الأسلحة الكيميائية              | ?                     | ?                 |
|             | الأمم المتحدة                             | 1 نوفمبر 1945         | 20 سبتمبر 1960    |
|             | الاتحاد الدولي للاتصالات                  | 27 مايو 1878          | 24 أبريل 1961     |
|             | البنك الدولي للإنشاء والتعمير             | 5 أغسطس 1947          | 21 ديسمبر 1961    |
|             | مجموعة أستراليا                           | 1985                  | 2000              |
|             | المركز الدولي لتسوية المنازعات الاستشارية | 1 يونيو 1991          | 25 ديسمبر 1966    |
|             | وكالة ضمان الاستثمار متعدد الأطراف        | 10 فبراير 1999        | 12 أبريل 1988     |
|             | يونسكو                                    | 4 نوفمبر 1946         | 6 فبراير 1961     |
|             | دول الكومنولث                             | ?                     | ?                 |

## وصلات خارجية
- موقع وزارة الخارجية الأسترالية
- موقع وزارة الخارجية القبرصية